# Pearl Young

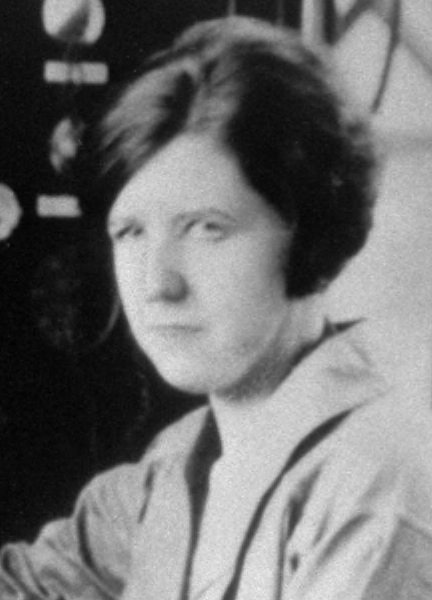
Pearl Irma Young, ca. 1929

Pearl Irma Young (* 1895 in Minnesota; † 16. Juni 1968 in Hampton, Virginia) war eine US-amerikanische Physikerin und die erste Frau, die in dieser Eigenschaft beim National Advisory Committee for Aeronautics (NACA) angestellt wurde, der Vorgängerorganisation der heutigen NASA. Als erste technische Chefredakteurin des Langley Memorial Aeronautical Laboratory verfasste sie mit dem Style Manual for Engineering Authors („Stilhandbuch für technische Autoren“) ein Standardwerk für wissenschaftliche Abhandlungen innerhalb des NACA und später der NASA.

## Leben

### Jugend und Ausbildung
Pearl Irma Young wurde 1895 in Minnesota geboren und wuchs auf einer Farm in der Nähe von Rugby, North Dakota, auf. Im Alter von 11 Jahren zog sie von zu Hause aus und nahm eine Stelle als Haushaltshilfe an, um die High School bezahlen zu können. Anschließend besuchte sie für zwei Jahre das Jamestown College, bevor sie sich an der University of North Dakota einschrieb. Dort wurde sie Mitglied der Phi Beta Kappa und arbeitete während des Studiums als Laborassistentin an der Physikfakultät sowie für das U.S. Weather Bureau.
Im Jahr 1919 erlangte sie den Abschluss in ihren drei Hauptfächern Physik, Mathematik und Chemie. Anschließend bot ihr die University of Minnesota eine Stelle als wissenschaftliche Hilfskraft an. Young schlug jedoch aus, als die University of North Dakota ihr die Gelegenheit auf eine Lehrstelle für Physik bot. Eine solche Position wurde in dieser Zeit nur sehr selten an Frauen vergeben, die als Physikerinnen größtenteils an Colleges für Frauen unterrichteten. Young akzeptierte den Posten und hatte ihn für zwei Jahre inne.

### Karriere beim NACA
Im April 1922 wurde Young beim Langley Memorial Aeronautical Laboratory eingestellt. Als erste Frau arbeitete sie beim NACA nicht als Hilfskraft oder Sekretärin, sondern als Physikerin und Technikerin in der Instrument Research Division. Sie wurde somit die zweite Physikerin, die in dieser Eigenschaft für die US-amerikanische Regierung arbeitete. In einem Interview kurz vor ihrem Tod erzählte sie, dass damals lediglich 32 Leute in Langley arbeiteten, ihr jeder einzelne vorgestellt wurde und sie sich noch immer an jeden einzelnen Namen erinnere. Ihre Abteilung war für Flugzeuginstrumente zuständig. Young selbst entwarf und kalibrierte Instrumente, um während des Fluges den Druck an Flugzeugoberflächen zu messen.
Während ihrer Arbeit verfasste Young regelmäßig Berichte und wertete die ihrer Kollegen aus. Dabei fiel ihr auf, dass es innerhalb der NACA weder einen Standard für die Abfassung von Berichten noch einheitliche Prozeduren oder Benennungen gab. Gerade unerfahrene Ingenieure fielen bei ihren Erstveröffentlichungen durch schlechten Schreibstil auf. Obendrein war es ohne ein System schwierig, Abhandlungen zu analysieren und zu katalogisieren. Young schlug vor, die zahlreichen Berichte auf ein einheitliches, hohes Niveau zu bringen, und wurde 1929 zur ersten technischen Chefredakteurin der NACA ernannt.

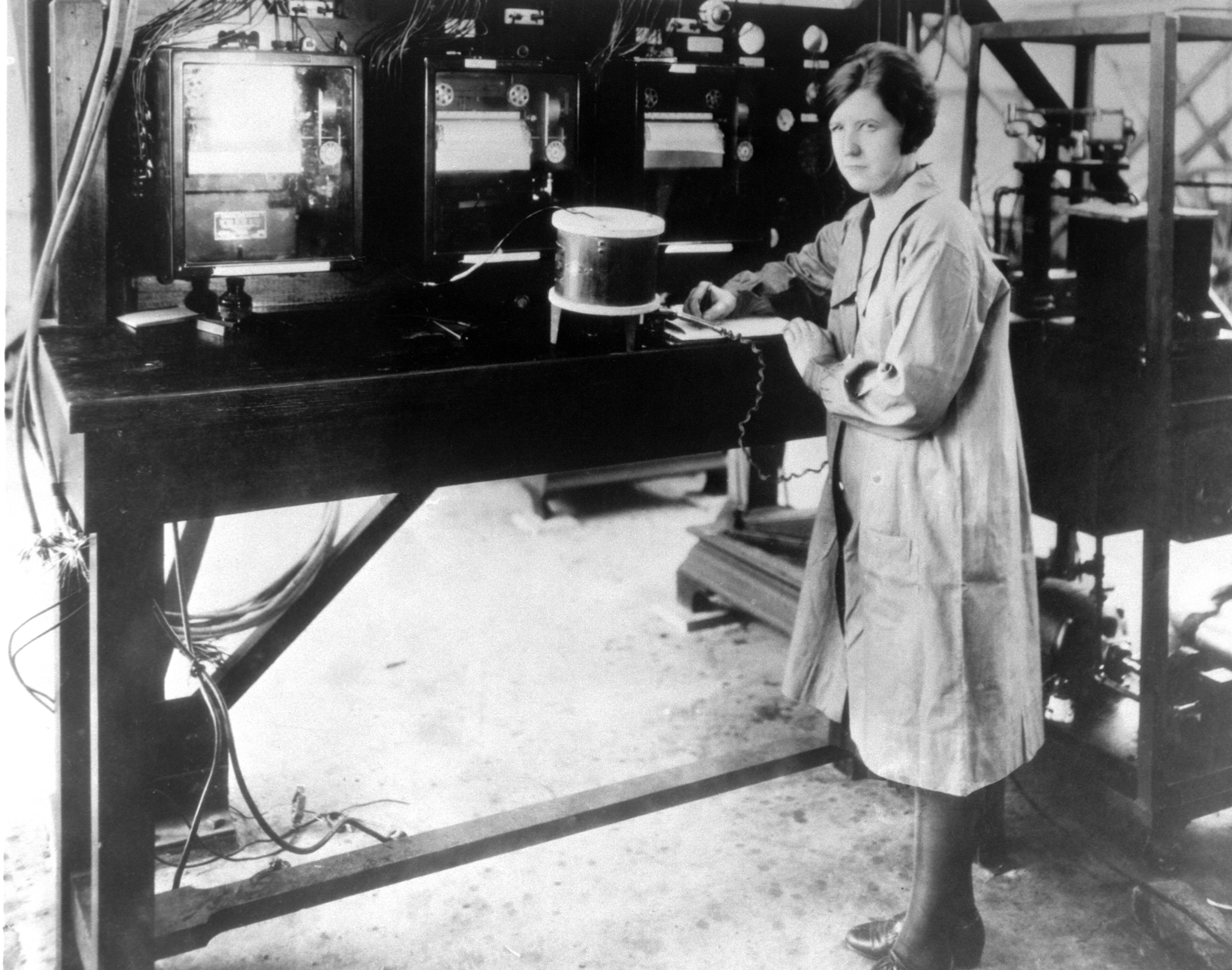
Pearl Young ca. 1929 im Langley Instrument Research Laboratory des NACA

Um dieser Aufgabe gerecht zu werden, heuerte Pearl Young acht Mitarbeiterinnen an und entwarf ein System, nach dem eingehende Abhandlungen zunächst von anderen Ingenieuren geprüft und zugelassen werden mussten. Ihre Mitarbeiterinnen waren für detaillierte Korrekturen zuständig, wobei das Augenmerk auf Übereinstimmung, Präzision und logischer Analyse lag. Anschließend gingen die Autoren an die Überarbeitung. Obwohl Young damit zunächst Unmut unter den Ingenieuren erregte, die sich durch die neuen Regeln eingeschränkt und ausgebremst fühlten, konnte sie mit dem Argument überzeugen, dass eine schnelle Veröffentlichung nicht annähernd so wichtig war wie Qualität und Genauigkeit.
Etwa um 1937 begann sie ihre Arbeit an einem Handbuch, um technischen Autoren Richtlinien und Schreibtechniken zu vermitteln. Es wurde 1943 unter dem Titel Style Manual for Engineering Authors (deutsch: Stilhandbuch für technische Autoren) veröffentlicht und entwickelte sich bei NACA zu einem Standardwerk. Viele Bestandteile daraus finden noch heute bei der NASA Verwendung. Da das NACA insgesamt ca. 16.000 Berichte veröffentlichte, die u. a. an das Militär, Bibliotheken und Labore verschickt wurden, war Youngs Arbeit als technische Chefredakteurin maßgeblich daran beteiligt, NACAs Ansehen als erstklassiges Forschungsinstitut in der Öffentlichkeit zu festigen. Auch wird ihr zugeschrieben, den Grundstein für die standardisierten Datenbanken der NASA gelegt zu haben.
Im Jahr 1943 wechselte Pearl Young zu einer anderen Einrichtung des NACA, dem Aircraft Engine Research Laboratory in Cleveland, wo sie vier Jahre lang blieb und Techniker ausbildete. Im Anschluss nahm sie eine Stelle als Assistant Professor an der Pennsylvania State University an und unterrichtete von 1947 bis 1958 Technische Physik. Nach diesen Jahren kehrte sie nach Cleveland zurück, wo sie bibliografische Arbeit u. a. für die Veröffentlichung Spectroscopy of Plasmas leistete. 1958 war NACA in die NASA übergegangen und somit hatte Young bei der NASA bis zu ihrer Pensionierung im Jahr 1961 das Amt des Technical Literature Analyst inne.

### Nebentätigkeit und Privatleben
Pearl Young blieb zeit ihres Lebens unverheiratet und kinderlos und liebte es zu reisen. Ihre erste Reise nach Europa im Jahr 1927 führte sie durch die deutschen und britischen Labore zur Flugzeugproduktion. Im Jahr 1936 gehörte sie zu den lediglich 50 Passagieren auf der ersten Fahrt des Zeppelins Hindenburg von Westen nach Osten und bezahlte für das Ticket die stattliche Summe von 800 US-Dollar. Sie begeisterte sich für die Geschichte der Luftfahrt und interessierte sich für öffentliche Verkehrsmittel, möglicherweise auch deshalb, weil sie niemals Autofahren lernte.
Neben ihrer Tätigkeit bei NACA arbeitete Young zusätzlich als Journalistin und Redakteurin für den Norfolk Ledger Dispatch. Dabei berichtete sie hauptsächlich über Amtseinführungen, Rennen und Tierschauen. Bekannt wurde sie durch ein Interview mit Eleanor Roosevelt, das es auf die Titelseite der Zeitung schaffte. Nach ihrem Ausscheiden bei der NASA im Jahr 1961 übernahm sie zudem für ein Jahr an der Fresno State University eine Professur der Technischen Physik.
Zu Pionieren der Fliegerei wie Leonardo da Vinci, Louis Mouillard, Ferdinand von Zeppelin und Francis Wenham, dem Erbauer des ersten Windkanals, sammelte und katalogisierte Young Informationen. Ab 1947 sammelte sie gezielt Material zu Octave Chanute mit dem Ziel, seine Biografie zu schreiben. Nach ihrer Pensionierung begann sie dieses Projekt, wurde jedoch vor Vollendung mit Krebs diagnostiziert. Sie starb am 16. Juni 1968 in Hampton, Virginia. Nach ihrem Tod wurden ihre hinterlassenen Notizen zum Nahverkehr der University of Wyoming übergeben, während alles zum Thema Luftfahrt und Chanute an die öffentliche Bibliothek in Denver ging. In ihrem Testament vermachte sie der Stadt Hampton 15.000 US-Dollar, um Bushaltestellen mit Bänken und Unterständen auszustatten. Ihren Körper spendete sie der Forschung.

## Würdigungen
Die University of North Dakota vergibt an angehende Ingenieurinnen, Mathematikerinnen und Wissenschaftlerinnen, die an für die NASA interessanten Projekten forschen, die Pearl I. Young Scholarship.
1995 benannte die NASA ein Auditorium in Langley nach Pearl Young, welches im Jahr 2014 durch das Pearl Young Theater ersetzt wurde. 2015 wurde Young in die NASA / NACA Langley Hall of Honor aufgenommen.